# Sitariá (ort i Grekland, Epirus)
Sitariá (Sitaria) är en ort i Grekland.   Den ligger i prefekturen Nomós Ioannínon och regionen Epirus, i den nordvästra delen av landet, 300 km nordväst om huvudstaden Aten. Sitariá ligger 517 meter över havet och antalet invånare är 176.
Terrängen runt Sitariá är kuperad. Runt Sitariá är det ganska glesbefolkat, med 22 invånare per kvadratkilometer. Närmaste större samhälle är Parakálamos, 3,4 km öster om Sitariá. Omgivningarna runt Sitariá är en mosaik av jordbruksmark och naturlig växtlighet.